# Orleans megye (Vermont)
Orleans megye az Amerikai Egyesült Államokban, azon belül Vermont államban található. Megyeszékhelye és legnagyobb városa Newport.  Lakosainak száma 27 393 fő (2020. április 1.). Orleans megye Essex, Caledonia, Lamoille, Franklin, Brome-Missisquoi, Memphrémagog, Coaticook és Brome-Missisquoi megyékkel határos.

## Népesség
A megye népességének változása:
| Lakosok száma | 27 229 | 27 157 | 27 129 | 27 169 | 27 100 | 27 393 |
|               | 2010   | 2011   | 2012   | 2013   | 2015   | 2020   |